# Vittorio Algeri
Vittorio Algeri (nascido em 3 de janeiro de 1955) é um diretor esportivo, mais recentemente para a equipe alemã de categoria UCI ProTour, Team Milram. Um ex-ciclista, ele terminou em oitavo lugar na prova de estrada com a equipe italiana nos Jogos Olímpicos de 1976, em Montreal.
É irmão de Pietro Algeri.